# Джодарі
Джодарі (Jodari) — офшорне газове родовище в Індійському океані біля узбережжя Танзанії.
Родовище виявили весною 2012 року внаслідок спорудження напівзануреним буровим судном Deepsea Metro I свердловини Jodari-1. Закладена в районі з глибиною моря 1153 метри, вона мала довжину 4465 метрів та виявила газонасичений інтервал завтовшки 195 метрів у пісковиках олігоцену. Також було відкрито газовий поклад у розташованих нижче пісковиках палеоцену завтовшки 12 метрів.
У тому ж році це ж судно спорудило успішні оціночні свердловини:
- Jodari South-1, яка була закладена в районі з глибиною моря 1040 метрів та мала довжину 3441 метр;
- боковий стовбур попередньої свердловини Jodari South ST-1, показник довжини якого склав 3282 метри;
- Jodari North-1, яка була закладена в районі з глибиною моря 1040 метрів та мала довжину 3389 метрів.

А в 2013 провели успішне тестування (DST, Drill Stem Test) на Jodari-1.
Станом на другу половину 2013 року ресурси Джодарі оцінювались у 116 млрд м³ газу. Це ставило його на друге місце після Мзіа серед родовищ, виявлених в офшорних блоках 1, 3 та 4, правами на розробку яких володіє консорціум у складі BG (60 %, оператор), Ophir (20 %) та сінгапурської Pavilion Energy (20 %). Саме Джодарі, як і Мзіа, належить до блоку 1.